# Vrije zone (regio)

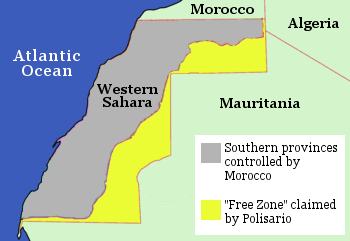
De Marokkaanse barrière met de 'zuidelijke provincies' aan westzijde en de 'vrije zone' aan oostzijde

Vrije zone en bevrijd gebied zijn benamingen die Polisario gebruikt voor het deel van de Westelijke Sahara ten oosten van de Marokkaanse barrière (de Marokkaanse grenswal) en ten westen en noorden van de grenzen met respectievelijk Algerije en Mauritanië. Polisario claimt het als onderdeel van haar Arabische Democratische Republiek Sahara (ADRS). In het gebied wonen naar schatting 30.000 Sahrawi-nomaden. De hoofdplaats is Tifariti in het noordoosten van de zone. Andere plaatsen in het gebied zijn Agwanit, Bir Lehlou, Dougaj, Farsia, Mehaires, Mijek en Zoug. Er bevinden zich twee zoutmeren; Subkhat Aghzoumal en Subkhat Doumas.
De VN noemt de 'zuidelijke provincies' en 'vrije zone' respectievelijk simpelweg "oost van de Berm" en "west van de Berm" naar de VN-naam 'Marokkaanse berm' voor de Marokkaanse barrière.

## Status en militair verdrag
De zone werd ingesteld als Polisario-gebied bij de wapenstilstand van 1991 tussen Polisario en Marokko als onderdeel van het Schikkingsplan (Engels: Settlement Plan). Marokko bestuurt de gebieden ten westen van de barrière ("zuidelijke provincies"), waar het overgrote deel van de bevolking van de Westelijke Sahara woont. De wapenstilstand wordt gecontroleerd door troepen van de VN-organisatie MINURSO, die belast zijn met het bewaken van de vrede en het organiseren van een referendum over onafhankelijkheid.
De status van de Westelijke Sahara wordt hevig betwist tussen Marokko en Polisario en de zogenoemde 'vrije zone' wordt door Marokko dan ook anders aangeduid, namelijk als een "bufferzone" of "bufferstrook". Ze claimt daarnaast dat troepen van Polisario geen toegang hebben en dat zowel militaire activiteiten als het bouwen van huizen door burgers schendingen vormen van het staakt-het-vuren. Dit komt echter niet overeen met de bepalingen van het verdrag over de status van het gebied uit 1991, daar de zogenoemde "bufferstrook" slechts een klein deel van het hele gebied vormt. Voor de overige gebieden, die fungeren als een soort niemandsland, geldt dat ze vrij betreedbaar zijn voor degene die het in handen heeft, zij het dat militaire bewegingen wel aan restricties zijn gebonden. 
Volgens het Schikkingsplan mogen de Polisariostrijders dezelfde activiteiten uitvoeren in het gebied als het Marokkaanse leger aan haar kant van de barrière. MINURSO geeft de volgende zones ten oosten van de barrière:
- een 5 kilometer brede bufferstrook ten zuiden en oosten van de barrière;
- twee 30 kilometer brede gebieden met restricties langs de barrière. De bufferstrook valt binnen het verboden gebied aan Polisario-zijde en de barrière valt binnen het verboden gebied aan zijde van Marokko;
- twee gebieden met beperkte restricties die de beide overgebleven uitgestrekte delen van de Westelijke Sahara omvatten aan beide zijden van de barrière.

Voor elk van deze vijf delen gelden speciale restricties voor de militairen van beide machten. Grofweg komt dit neer op het volgende:
- bufferstrook: geen toegang voor troepen en materieel van beide legers, zowel over de grond als door de lucht. Geen wapengekletter boven of in dit gebied.
- gebieden met restricties: geen wapengekletter en/of militaire oefeningen, uitgezonderd fysieke trainingsactiviteiten van ongewapend personeel. Geen tactische versterkingen, geen heropstelling of beweging van troepeneenheden, hoofdkwartieren, opslagplaatsen, voorraden, ammunitie en wapens, geen toegang voor militaire vliegtuigen en geen verbeteringen aan verdedigingsinfrastructuren. Hiervoor gelden enkele uitzonderingen en enkele activiteiten worden toegestaan na vooraf MINURSO hierover te hebben geïnformeerd of hiervoor aan hen toestemming te hebben gevraagd.
- gebieden met beperkte restricties: Alle militaire activiteiten toegestaan met uitzondering van het versterken van bestaande mijnenvelden, het leggen van mijnen, het samentrekken van troepen, de bouw van nieuwe hoofdkwartieren, barakken en munitieopslagplaatsen. MINURSO moet worden geïnformeerd wanneer een van beide partijen militaire oefeningen wil houden, waaronder het afvuren van wapens met een kaliber van meer dan 9mm.

## Omstandigheden en activiteiten in het gebied
Het gebied is, ook voor Sahrawi's, moeilijk toegankelijk door het harde klimaat van de Sahara, het militaire conflict en de grote hoeveelheid landmijnen.
In de zone worden belangrijke politieke gebeurtenissen van de Sahrawi gehouden, zoals de congressen van Polisario en sessies van de Nationale Raad van de Sahrawi (het ADRS-parlement in ballingschap), met name in Tifariti en Bir Lehlou, aangezien het politiek en symbolisch gezien als belangrijk wordt beschouwd om politieke activiteiten uit te voeren in Sahrawi-gebied.

### Troepen van Polisario in het gebied

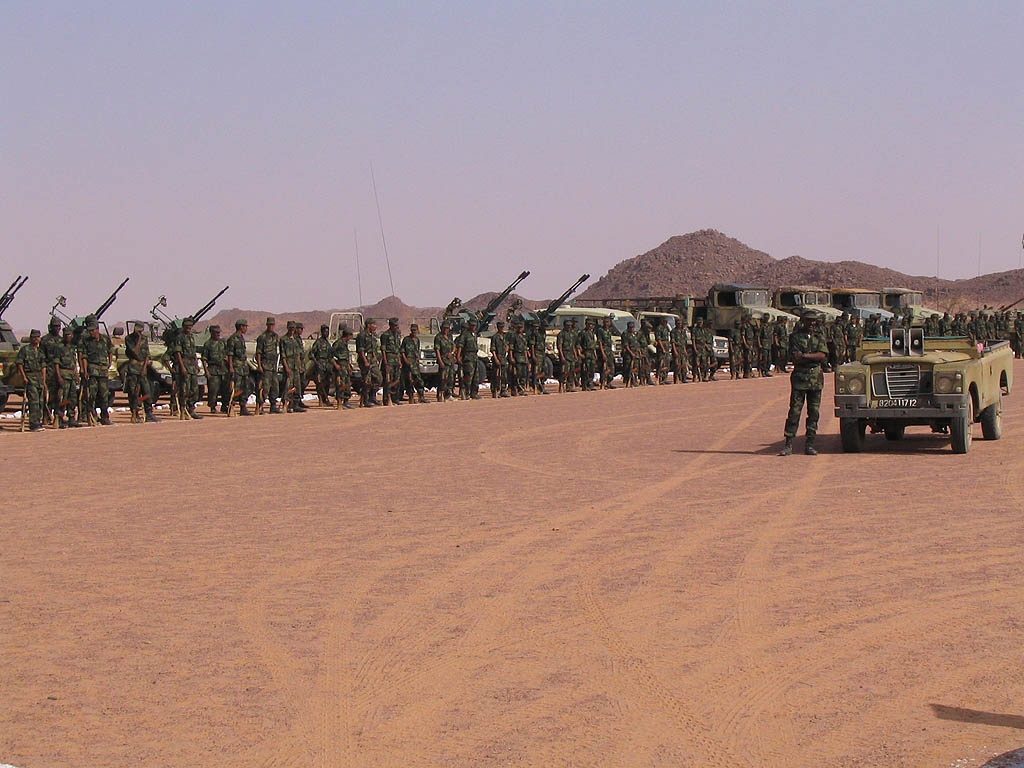
Polisario-troepen nabij Tifariti tijdens de 32e viering van het front Polisario in 2005

Polisario's Volksbevrijdingsleger heeft het gebied onderverdeeld in zeven "militaire regio's", die formeel gezien elk worden bestuurd door een commandant die verantwoording aflegt aan de president van de door Polisario uitgeroepen Arabische Democratische Republiek Sahara. De totale omvang van het guerrillaleger van Polisario in het gebied bedraagt ongeveer 2000 man, met extra legereenheden in Algerije en Mauritanië. Een deel van het leger is gedemobiliseerd in het kader van de wapenstilstand. Deze troepen bevinden zich op permanente posities, zoals artillerieopstellingen, loopgraven en ondergrondse militaire bases, maar er worden ook mobiele patrouilles gehouden in het gebied.

### Incidenten in het gebied
In 2006 trok het Polisario-leger troepen samen in de zone om de 30e verjaardag van de zelfuitgeroepen republiek te vieren. Dit werd afgekeurd door de Verenigde Naties omdat het bijeenbrengen van een dergelijke grote troepenmacht een schending vormde van het staakt-het-vuren.
Volgens MINURSO vinden er elke maand gemiddeld 2 tot 4 van dergelijke schendingen plaats door beide partijen. Daarnaast komt het soms voor dat lokale bevelhebbers aan beide zijden weigeren hun troepen te laten inspecteren door personeel van MINURSO. Afgezien van deze schendingen hebben echter geen grote vijandigheden meer plaatsgevonden sinds 1991 en worden beide zijden van de barrière vanuit veiligheidsoogpunt als 'kalm' gezien.
Jaarlijks worden demonstraties tegen de Marokkaanse barrière georganiseerd in het gebied door Sawhari's en andere vredesactivisten uit Spanje, Italië en andere -met name Europese- landen. Deze activiteiten worden nauw gevolgd door de VN.